# Ічнянська сотня
Перша Ічнянська сотня — адміністративно-територіальна одиниця Прилуцького полку Гетьманської України в 17—18 ст.
Населені пункти: Буромка, село; Воронівка, село; Гмирянка, село; Гужівка, село; Жабокриківський хутір; Ічня, містечко; Коченівщина [Качанівка], хутір; Лучківка, село; Парафіївка, село; Петрушівський хутір; Ржавець, село; Томашівка, село; Туркенівський хутір; Хаєнки, село; Хутори біля Ічні та Парафіївки; Шиловичі, село. В Рум'янцевському описі 1765—1769 pp. Жабокриківка та Туркенівка значаться як слободи.

## Історія
Сформувалася влітку 1648 року у складі окремого Ічнянського [Іченського] полку у кількості трьох сотень. Полковниками Ічнянського полку були Головацький Петро (1648—1649) та Іван Янович (1649). За Зборівською угодою 16 жовтня 1649 р. Ічнянський полк ліквідували у зв'язку зі скороченням реєстру, а територію, як дві Іченські сотні (199 козаків), включили до складу Прилуцького полку. У ньому сотня (з 1658 р. — одна) перебувала до ліквідації у 1782 р. Територія скасованої адміністративної одиниці увійшла до Чернігівського намісництва.

## Старшина

### Сотники
Головацький Петро (1648). Іван Янович (1649). Грищенко Федір (1649). Герасимов Семен (1653). Романович Матвій (1659—1662). Бовченко Іван (1672). Стороженко Іван Федорович (1676—1687). Олександр (1691). Яків Миронович (1694). Стороженко Андрій Іванович (1700—1715). Дараган Герасим (1709, н.). Стороженко Григорій Андрійович (1715—1741). Стороженко Андрій Григорович (1741—1752). Новицький Іван (1753—1763). Романович Іван (1772—1778). Романович Петро Іванович (1780—1782).
На 1732 рік відомі: Сотник — Григорій Стороженко, Кость Булуза — отаман, хорунжий — Артем Неморич, осавул — Семен Железняк, писар — Назар Рожанський.

### Отамани
Іванович Дениско (?-1672.03.-?), Семенович Федір (?-1676.02.-?), Антоненко (Антонович) Гришко (?-1681. 26.05.-1687.05.-?), Білоцерковець Федір (?-1687.06.-?), Дараган Герасим Григорович (?-1689-?), Антоненко Гришко (?-1693-1700.07.-?), Рабушка Михайло Мартинович (?-1706.24.02.-?), Дараган Герасим Григорович (?-1709-?), Булига Кость Данилович (?-1715.01.-1715.11.-?), Романович Самійло (?-1719.11.-?), Булига Кость Данилович (?-1721.03.-1731-?), Железняк Семен (?-1737-?), Милович Матвій (?-1747-1748), Мартос Петро Михайлович (1749—1755), Романович Яків (?-1767), Сергієнко Яків (1773.6.06.-1782).

### Писарі
Павлович Гнат (городовий, 1689), Зеленський Степан (1700, городовий), Рожанський Назар (?-1725-1737-?), Іванов Леонтій (?-1740-?), Іванов Андрій (?-1746-?), Самарець Петро (?-1747-?), Дівелковський Антон (?-1756-?), Іванов Леонтій, Булига Іван (1768.24.01.-1782).

### Осавули
Желєзняк Семен (?-1725-1731-?), Гліос Андрій (?-1737-1740-?), Булига Іван (1761—1768), Кондратенко Мартин (1771.3.10.-1780), Романович Олександр Михайлович (1780.21. 08.-1780.15.05.).

### Хорунжі
Немириченко Артем (?-1725-1737-?), Гліос Андрій (?-1746-?), Кондратенко Мартин (1759—1771), Голуб Микита (1777.18.10.-1779-?), Моренцов Іван (?-1781-?).

## Духовенство
На 1732 рік відомі наступні священики сотні: Протопоп Ічняський — Іоан Тимошевський
Роман Федорович, Іоан Соколовський, Петро Олександрів, Іоан Федорович, Стефан Яжевський, Феодор Яжевський, вікарій — Семіон, Олексій Данилович — вікарій, Андрій Тітов, Яків Якович Іржавський, Григорій Якович Іржавський, Леонтій Омелянович Гужовський, о. Василь — вікарій, Іоан і Йосип Григоровичі Парафієвські, Федір Семенович ?…ранський, Лукіян Федорович Тимашовський, Корнилій Михайлів і Федір, Трохим і Бесевські, Петро Радієвський Кленський.

## Населення
Основним населенням сотні були козаки і їх родини, серед яких — староста Дубогаївський Богдан Загоровський, З реєстру сіножатців сотні на 1721 р.:
Погорілко, Трон, Титикаленко, Довбня, Борсук, Шевченко, Пушкаренко, Задемидченко, Гречка, Безпалий, Сорока, Кондратенко, Андрусенко, Дахно, Кислий, Гужувщенко, Романович, Ващенко, Яцишин, Кикченко, Голубенко, Голишенко, Назаренко, Хвесенко, Бортник, Забіяка, Даниленко, Хвесенко, Зубченко, Міщенко, отецъ Іяков ічнянський, Ячник, Кратенко, Артюшенко, Паненко, Бондаренко, Олещенко, Отецъ Леонтій гужовський, Федоренченко, Фастовець, Стефаненко, Сайченко, Калѣченко.
Серед міщан на 1732 рік — війт — Петро Короленко, бурмистри Деміян Клиленко і Іван Давидів.